# Glipa cladoda
Glipa cladoda es una especie de coleóptero de la familia Mordellidae.

## Distribución geográfica
Habita en Guangxi y Zhuang (China).